# José Endundo Bononge
José Endundo Bononge, né le 8 août 1943 à Tondo, est un homme politique originaire de la province de l’Équateur en république démocratique du Congo. Il est le président du Parti démocrate-chrétien (PDC) et a été élu député pour la circonscription de Mbandaka.

## Biographie
José Endundo Bononge est né le 8 août 1943 à Tondo dans le territoire de Bikoro en province de l’Équateur.
José Endundo Bononge est pharmacien de formation. Il fut éduqué  dês ses 12 ans par les pères blancs où il exerça adulte en tant que moniteur jusqu'à pratiquemebt 27-28 ans, notamment. Il quittera les ordres pour se marier et commencer des etudes à Lovanium pour les terminer à l'université de Leuven, en Belgique.  Il obtint alors son diplome de Pharmacien. Une fois diplômé vers 1976-77, il revient sur le Congo devenu Zaïre pour occuper unnpost de responsable des Relations publiques au sein de la societe Hoeuchst à Kinshasa. Au bout d'un an, il profite de la zairanisation pour lancer avec un ancien de Hoeuchst, Langner, une societe de transformation et fabrication de bouteilles et sac en plastique nommee Delta MULTIPLAST. Au fur et a mesure des annees la societe croit et rajoute un departement DELTA MOUSSE , fabrique de matelas en mousse. Finalement, ils ajoutent un département de peinture nommé  DELTA GAMMACOLORE. La societe basée à Kingabwa connait un grand succes. José  Endundo Bononge se lance ensuite dans l'agriculture avec l'achat d'une ferme a Lediba dans le Bandundu où il entretient un betail de 750 boeufs et débute la pisciculture. Il acquiera une autre ferme à  kinshasa vers la Nsele. Dans les annees 1985-86, il investit a l'est de l'actuel RDC via les timbres OZACAF, en finissant par acheter une maison et racheter une usine de mousse et mapapa. La maison sera des decennies plus tard transformées en un hotel qu'il gérera des années. José Endundo Bononge commence la politique par un soutien a Léon Kengo Wa Dondo.Vers les années 1986-89, il commence a agir via l'OZACAF. Il est ensuite nommé DG de l'ex OZAC, actuel Office de Controle Congolais. Mais sera démis de ses fonctions pour avoir refusé de déverser sur le marché congolais  des sacs de riz contaminés de pvc liquide en soute d'une cargaison venant d'Amerique latine pour lequel son ministre de tutelle l'obligeait de débloquer l'accord de commercialisation. Il fut le premier à utiliser la presse pour faire valoir son droit. Retourné au business privé,  il fonde avec d'autres partenaires la chambre de commerce Franco-congolaise, en devient le président et devient plus tard patron de la l'actuel  FEC. Il s'associe avec des partenaires differents Jacques Israel, Philippe Fales et bien d'autres pour fonder une compagnie aerienne nommée EXPRESS CITY et deviendra finalement à l'arrivée de la Famille Kabila, HEWA BORA. Il imposera à  cette entreprise les escales du Grand Equateur sans quoi, il retirait ses dés. Il sera le 1er investisseur de la station essence Q8 à  Limete. Grand catholique, il soutiendra de nombreuses œuvres du Vatican dans son pays.
Emprisonné,  persécuté avec ses frères de sang non politiques, puis mis en résidence surveillée par Mzee que ses avions auront pourtant aidé à amener sur Kinshasa, José Endundo Bononge est déclaré personna non gratta part Mzee Kabila et menacé de mort, José Endundo Bononge sera récupéré de justesse par le chef d'état major angolais de passage a kinshasa qui le sauvera de justesse a l'aeroport de Ndjili. ( un ancien de Kinshasa). Il trouvera exil dans sa residence à Goma. Il finira par rejoindre le Rassemblement congolais pour la démocratie (RCD) pour un bref moment pour trouver a nouveau exil en Belgique. Au bout de plus d'une année d'exil, vivant a Rhodes Saint Genese , voisin de Thambwe, Bemba et bien d'autre, il se décide de rejoindre le Mouvement de Libération du Congo (MLC) de Jean-Pierre Bemba Gombo, dans lequel il sera l’un des acteurs les plus influents. À la mise en place du gouvernement de transition, il est nommé ministre des Travaux publics et des Infrastructures. Il quittera ce poste après qu’une commission parlementaire l’accuse de corruption. Il soutiendra 3 candidatures présidentielles celle de Jean Pierre Bemba.
Il s’associera avec d’autres personnalités politiques pour créer un nouveau parti politique dénommé Union nationale des démocrates-chrétiens (UNADEC).  Il soutiendra alors la candidature de PaïPaï.  
Après des différences de vue dans la direction du parti, il créera un nouveau parti dénommé le Parti démocrate-chrétien (PDC). Fort de ses députés et sénateurs, il joindra la majorité présidentiel. 
Il sera nommé ministre de L'Environnement. Grand soutien des jeunes et des nouvelles têtes politiques, son parti souffrira de défection de ministre qu'il aura fait nommé en son lieu et place. Il finira par  quitter la majorité présidentielle en vue de joindre l'opposition via le G7. Il aura été un soutien de Étienne Tshisekedi a son retour. Ses acquaintances avec un des membres du G7 grandiront au point qu'il fondera son parti politique au sein de Ensemble le parti politique de Moise Katumbi. Dont il soutiendra la candidature à la présidence en 2023. 
Au fil de sa carrière politique , José Endundo a de nombreuses fois été élu député national, provincial de Mbandaka ou de Lukolela à l'équateur ou encore comme sénateur.   Père  de 11 enfants, Il jouit pour le moment d'une retraite bien méritée 